# 30 Days to Die
30 Days to Die ist ein US-amerikanischer Horrorfilm von Griff Furst aus dem Jahr 2009.

## Handlung
Zu Beginn des Films verschafft sich ein Sheriff gewaltsam Zugang ins Haus der 17-jährigen Sheryl und zerstümmelt und tötet sie grausam mit einer Maske verkleidet.
Die Jugendliche Madison muss aufgrund ihrer Aggressivität durch Gerichtsbeschluss in die Erziehungsanstalt Crystal Lake. Auf dem Weg dorthin halten die zwei Wärter an einem Schnellrestaurant an, wo Madison versucht zu fliehen. Die Wärter schlagen sie jedoch nieder und fesseln sie mit Handschellen.
Im Camp wird sie von ihren Mitinsassinnen gemobbt, sie erbrechen sich auf ihr und vergewaltigen sie unter der Dusche. Die Campleiterin Dr. Amelia Wellington will davon aber nichts wissen. Die Wärter sehen die jungen Frauen als Frischfleisch an, mit denen sie sexuell aktiv werden können. Als ein Wärter nachts das Zimmer von Madison betritt, um mit ihr zu schlafen, kann sie fliehen. Auf der Flucht wird sie von dem Sheriff vom Beginn des Films niedergeschossen.
Der maskierte Sheriff fährt nun in die Anstalt und bringt alle Insassinnen und Wärter bestialisch um. Schließlich tritt Amelia ihm gegenüber, bedankt sich bei dem Serienmörder, entkleidet sich und sagt, dass sie nun bereit sei. Der nimmt seine Maske ab, es offenbart sich Madison, und sie erschießt daraufhin Amelia.
Madison wurde vom eigentlichen Serienkiller nur angeschossen, sie überwältigte ihn und nahm seine Identität an, um sich zu rächen.

## Kritik
„Eine scheinbar schwer erziehbare Jugendliche wird von ihren Eltern ins Erziehungsheim Crystal Lake verbracht, wo sie sich gegen Mitinsassen, sadistische Wärter, aber auch einen Serienmörder erwehren muss. Dünnblütiger Slasherfilm-Aufguss, der über die eigenen Ambitionen stolpert. Der Name des Camps verweist zwar auf den Trendsetter-Film "Freitag der 13.", was aber wohl selbst bei Genre-Liebhabern nur wehmütige Erinnerungen wachruft.“

„Ein konventioneller und vergleichsweise preiswert arrangierter amerikanischer B-Horrorfilm dekliniert das kleine Einmaleins des Slasher-Movies, veranstaltet zwischen banalen Ausreden für eine Geschichte ein paar denkwürdige Blutbäder, und verleiht ansonsten seinen parodistischen Ambitionen zum Beispiel Ausdruck, in dem er das Camp auf den Namen Crystal Lake tauft (die Heimat von Freitag, dem 13.). Die ausgesprochen hübschen Darstellerinnen machen gute Miene zu bösem Spiel und dürfen die Kleider anbehalten.“